# آلنا و نینل کارپوویچ
آلنا کارپوویچ (به انگلیسی: Alena Karpovich) و نینل کارپوویچ (به انگلیسی: Ninel Karpovich)(زاده ۳ مارس ۱۹۸۵) خواهر و برادر دوقلو و خواننده بلاروسی هستند.
آن ها عضو گروه ۳+۲ هستند.